# علاج تخطيطي
العلاج التخطيطي أو علاج المخطط (بالإنجليزية: schema therapy)‏ هو أحد طرق العلاج النفسي طُوّر من قبل عالم النفس جيفري يونغ من أجل علاج اضطرابات الشخصية والاضطرابات المزمنة الموجودة في المحور الأول من الدليل التشخيصي والإحصائي للاضطرابات النفسية، مثل حدوث فشل في تجاوب المرضى مع أساليب علاج أخرى مثل أسلوب العلاج السلوكي المعرفي التقليدي.
يعتبر العلاج التخطيطي علاج نفسي تكاملي، يجمع بين نظرية وتقنيات علاجية من أساليب علاج موجودة سابقاً، بما في ذلك العلاج السلوكي المعرفي ونظرية العلاقة بالموضوع والتحليل النفسي ونظرية التعلق والعلاج الجشطلتي.

## مقدمة
هناك أربعة مفاهيم رئيسية في نظرية علاج المخطط هي المخططات سيئة التأقلم المبكرة الحدوث (أو ببساطة تعرف بالمخططات)، وأساليب المسايرة (المجاراة)، والصيغ، والاحتياجات العاطفية الأساسية:
1. في علم النفس المعرفي، يعرف المخطط بأنه نمط لتنظيم الفكر والسلوك. ويمكن أيضا أن يوصف بأنه هيكل عقلي من أفكار مسبقة، وإطارا يمثل بعض جوانب العالم، أو نظام لترتيب وإدراك المعلومات الجديدة. وفي علاج المخطط، يشير لفظ المخططات تحديدا إلى المخططات سيئة التأقلم والتي تتكون في وقت مبكر، ويتم تعريف هذه المخططات بأنها "أنماط منهزمة ذاتيا من التصور والعاطفة والإحساس الجسدي". على سبيل المثال، شخص يعاني من مخطط الهجر يمكن أن يكون شديد الحساسية (كأنه لديه زر عاطفي" أو "زناد") حول قيمته في نظر الآخرين، وهذا بدوره يمكن أن يجعله يشعر بالحزن والذعر في علاقاته مع الآخرين.
2. أساليب المسايرة (المجاراة) وهي استجابات الشخص السلوكية تجاه المخططات. وتؤدي أساليب المسايرة والتي تتصف بضعف التأقلم (مثل التعويض الزائد، التجنب، أو الاستسلام) إلي تعزيز المخططات في كثير من الأحيان.[4] وكمثال علي مخطط الهجر، فبمجرد أن يتصور الشخص المصاب بمخطط الهجر حالة الهجران في علاقة والشعور بالحزن والذعر المصاحب للهجران، فإن ذلك قد يدفعه لاستخدام التجنب كأسلوب مسايرة ومن ثم فإنه يمنع نفسه من الاندماج في علاقة مرة أخرى في محاولة منه لحماية نفسه من الشعور بالهجر، ويتنج من ذلك الشعور بالوحدة أو حتى الخسارة الفعلية للعلاقة، وهذا بدوره يمكن بسهولة أن يعزز مخطط الهجر عند هذا الشخص (خوف من الهجر يؤدي إلي الخوف من الاقتراب الحميمي من الأخرين يؤدي إلي الوحدة يؤدي إلي مزيد من الخوف من الهجر).
3. تمثل الصيغ الحالة الذهنية التي تجمع المخططات وأساليب المجاراة في حيز التنفيذ المؤقت، وهذه الحالة يمكن للشخص أن يتحول إليها من حين لآخر.[5] على سبيل المثال، صيغة الطفل الضعيف والتي هي حالة ذهنية تشمل مخطط الهجر والخلل وعدم الثقة بجانب الاستسلام كأسلوب مجاراة.
4. إذا لم يتم إشباع الاحتياجات العاطفية الأساسية للمريض في مرحلة الطفولة، فإن المخططات وأساليب المسايرة والصيغ يمكن أن تتكون.[6] بعض الاحتياجات الأساسية التي تم تحديدها هي: الاتصال، والتبادلية والتفاعلية والاستقلالية. على سبيل المثال، فإن الطفل الذي لم يتم أشباع احتياج الاتصال لديه (ربما يرجع ذلك إلى فقدان الوالدين بالموت، الطلاق، أو الإدمان) قد يتكون لديه مخطط الهجر.

الهدف من علاج المخطط هو مساعدة المرضى في إشباع الاحتياجات العاطفية الأساسية من خلال مساعدة المريض علي تعلم كيف يمكنه أن:
- يعالج المخطط عن طريق تقليل كثافة من الذكريات العاطفية المتعلقة بالمخطط وبحدة الأحاسيس الجسدية، وتغيير الأنماط المعرفية المتصلة بالمخطط.
- استبدال أساليب المسايرة سيئة التأقلم وكذلك استبدال الاستجابة تجاه السلوكيات المتعلقة.[7]

تتضمن التقنيات المستخدمة في علاج المخطط إعادة التربية المحدود والعلاج الجشطالتي وتقنيات الدراما النفسية. وهناك مطبوعات متزايدة من نتائج الدراسات على علاج المخطط، حيث أظهر العلاج نتائج باهرة.

## مخططات ضعف التأقلم المبكرة
مخططات ضعف التأقلم المبكرة هي أنماط عاطفية ومعرفية منهزمة تكونت منذ الطفولة وتكررت في جميع مراحل الحياة. ويمكن أن تتشكل هذه المخططات من خلال ذكريات عاطفية في الماضي من الأذى، المأساة، الخوف، سوء المعاملة، الإهمال، الاحتياجات الغير مشبعة للأمان، الهجر، أو عدم وجود المودة البشرية العادية بشكل عام. يمكن أن تشمل مخططات ضعف التأقلم المبكرة أيضا أحاسيس جسدية مرتبطة بهذه الذكريات العاطفية. كما أنه قد يكون لهذه المخططات مستويات مختلفة من الشدة والشيوع (الانتشار)، وكلما اشتد المخطط، كلما زادت كثافة المشاعر السلبية عند استثارة هذا المخطط، وكلما زاد تخلل وثبات وانتشار هذا المخطط، كلما زاد عدد المواقف التي تستثيره.

## مجالات المخططات
تشمل مجالات المخططات خمس فئات كبيرة من الاحتياجات التي لم يتم اشباعها والتي تتضمن 18 مخطط من المخططات ضعيفة التأقلم، والتي تم تحديدها من قبل يونغ ووشار (Young, Klosko & Weishaar):
1. الانفصال/ الرفض ويتضمن خمس مخططات:
  1. الهجر/عدم الاستقرار
  2. الارتياب/ سوء المعاملة
  3. الحرمان العاطفي
  4. الخلل (العيب)/الخزي (العار)
  5. العزل الاجتماعي/ الاغتراب
2. ضعف الاستقلالية أو الفاعلية ويتضمن أربع مخططات:
  1. الاعتمادية/عدم الكفاءة
  2. قابلية التعرض بالأذى أو المرض
  3. الوقوع في الشَرك/ الذات المتخلفة
  4. الفشل (الإخفاق)
3. ضعف الحدود ويشمل مخططين:
  1. الاستحقاق/العظمة
  2. ضبط النفس أو الانضباط الذاتي الغير كاف
4. توجيه الأخرين ويشمل ثلاث مخططات:
  1. الإخضاع
  2. التضحية بالنفس
  3. السعي لموافقة أو استحسان الغير
5. الحذر الزائد/ التثبيط ويشمل أربع مخططات:
  1. السلبية / التشاؤم
  2. التثبيط العاطفي
  3. المعايير الصارمة/النقد الزائد
  4. القسوة

## صيغ المخطط
صيغ المخطط هي حالات ذهنية عابرة يعانيها كل كائن بشري في وقت أو آخر. وتتكون صيغة المخطط من مجموعة من المخططات وأساليب المسايرة. ويشار إلي مواقف الحياة التي يجدها الشخص مزعجة أو هجومية، أو تثير ذكرياته السيئة، باسم «محفزات أو المثيرات» والتي تميل إلى تفعيل صيغ المخطط. في الأشخاص الأصحاء نفسيا يكون صيغ المخطط حالة ذهنية حفيفة ومرنة يمكن تهدئتها بسهولة من قبل بقية جوانب الشخية. في المرضى الذين يعانون من اضطرابات الشخصية تكون صيغ المخطط حالة ذهنية أكثر حدة وجمودا وتبدوا كجزء منفصل عن بقية الشخصية.

### صيغ المخططات المعروفة
قام كل من يونغ كلوسكو وويشار () بتحديد عشر ضيغ للمخطط تم تقسيمها إلى أربع فئات هي: صيغ الطفل، صيغ المسايرة المختلة الوظيفة، صيغ الوالد المختل الوظيفة، وصيغ الراشد السليمة. صيغ الطفل الأربعة هي: الطفل الضعيف، الطفل الغاضب، الطفل المندفع/الغير منضبط، والطفل السعيد. صيغ المسايرة المختلة الوظيفة الثلاث هي: المستسلم المطيع (المذعن)، المستقل الحامي، والمبالغ في التعويض. وصغتي الوالد المختل الوظيفة هما: الوالد المعاقب والوالد كثير المطالب.
- الطفل الغاضب ويعتمد علي مشاعر الإيذاء أو المرارة، مما يقود نحو السلبية، والتشاؤم، الغيرة، والغضب. في وقت معايشة هذه الصيغة، قد يكون لدي المريض رغبة في الصراخ، ورفع الصوت، ورمي أو كسر الأشياء، أو ربما حتى يجرح نفسه أو يتسبب في أذى الآخرين. وصيغة الطفل الغاضب دائما ما يكون غاضب، قلق، محبط، شاك بذاته، يشعر بأنه غير مدعوم وبأنه قابل للتعرض للأذي.
- الطفل المندفع وتتضمن هذه الصيغة امكانية حدوثأي شئ. ويمكن أن تشمل سلوكياته القيادة المتهورة، تعاطي المخدرات، جرح نفسه، أفكار انتحارية، قمار، أو نوبات من الغضب، مثل لكم الجدار عند «الاستثارة» أو القاء باللوم في الصعوبات الظرفية على الناس الأبرياء. علاقات جنسية غير مأمونة، قرارات متهورة أن يهرب من الموقف دون حل، نوبات غضب يراها من ينظر إليه بأنها طفولية، وهكذا.
- المستقل الحامي (الحارس) ويستند علي الهروب، فالمريض خلال هذه الصيغة قد ينسحب، تنأى، ينفر، أو يختبئ بطريقة ما. وهذه الصيغة قد يستثيرها العديد من عوامل الإجهاد أو المشاعر الغامرة. فعندما يمر المريض بموقف يستلزم متطلبات متزايدة وهو لا يمتلك قدر كاف من المهارات اللازمة فإن ذلك قد يؤدي إلى صيغة المستقل الحامي. ببساطة، فإن المريض يصبح فاقد من أجل حماية نفسه من الأذى أو الإجهاد ما يخشي حدوثه، أو لحماية نفسه من الخوف من المجهول عموما.
- الطفل المهجور ويمثل الصيغة التي يشعر فيها المريض بأنه به خلل (معيوب) بشكل أو آخر، أو يشعر وكأنه قد تم رميه جانبا، أو أنه مكروه، وأنه وحده، أو قد يكون لديه عقلية «أنا مقابل العالم». وقد يشعر المريض كما لو الزملاء والأصدقاء، والأسرة، وحتى العالم كله قد تخلت عنه وهجره. ويمكن أن تشمل سلوكيات المرضى في هذه صيغة الطفل المهجور (ولكنها لا تقتصر على هذه الصيغة) الوقوع في الاكتئاب الشديد، والتشاؤم، والشعور بأنه غير مرغوب فيه، والشعور بأنه لا يستحق الحب، وإدراك سماته الشخصية كما لو كانت عيوب غير قابلة للاسترداد أو التعديل. ونادرا ما يحدث تشبث بهذه العيوب التي تم إدراكها بصورة عمدية داخله. وعندما يحدث ذلك، فإنه بدلا من إظهار ذاته الحقيقية، فإنه قد يظهر للآخرين بأنه «مغرور»، «وساع لجذب الانتباه»، أناني، بعيد، ويمكن أن تظهر عليه سلوكيات على عكس طبيعته الحقيقية. وقد يخلق المريض بداخله عقلية نرجسية من أجل الهروب أو حجب مخاوفه عن الآخرين. وبسبب خوفه من الرفض، وخوفه من الشعور بالانفصال عن الذات الحقيقية وضعف الصورة الذاتية، فإن هؤلاء المرضى، الذين يرغبون حقا الرفقة والمودة، قد ينتهي بهم الأمر إلي دفع الآخرين بعيدا.
- الوالد المعاقب ويعرف من خلال معتقدات المريض أنه يجب أن يعاقب بقسوة، ربما بسبب شعور أنه «معيب»، أو بسبب ارتكابه خطأ بسيط. وقد يشعر أنه يجب أن يعاقب حتي بسبب وجوده. ويكون الحزن والغضب ونفاد الصبر، والحكم موجها من المريض إلي ذاته (المريض). ويكون لدي الوالد المعاقب صعوبة كبيرة في مسامحة نفسه حتى في ظل الظروف المتوسطة التي يمكن لأي شخص أن يقصر عن بلوغ معاييره. وكذلك فإن الوالد المعاقب لا يرغب في السماح لخطأ بشري أو نقص، وبالتالي فإن العقاب هو ما تسعى له هذا الصيغة.
- الراشد السليم ويمثل الصيغة التي يسعي علاج المخطط إلى مساعدة المريض على تحقيقها كحالة ذهنية طويلة الأمد من الرفاه. والراشد السليم هو صانع قرارات مريح، وحلال للمشاكل، يفكر قبل التصرف، طموح بشكل مناسب، يضع حدودا ومسافات شخصية، يعتني بذاته وبغيره، يشكل علاقات صحية، يتولي المسؤولية بشكل كامل، يتمتع ويشارك في أنشطة الراشدين الممتعة ويهتم بالتأكيد علي الحدود، يعتني بصحته البدنية، ويقدر نفسه. في هذه الصيغة يركز الشخص على الوقت الحاضر مع الأمل ويسعى نحو أفضل غد ممكن. كماأنه يغفر الماضي، ولا يري نفسه كضحية (ولكن كناجي)، ويعبر عن مشاعره بطرق صحية جيدة لا تسبب في أي ضرر.

## تقنيات علاج المخطط
تشمل الخطط العلاجية في علاج المخطط بصورة عامة ثلاث فئات أساسية من تقنيات: المعرفية، والتجريبية، والسلوكية (بالإضافة إلى العناصر العلاجية الأساسية للعلاقة العلاجية). تتمدد الاستراتيجيات المعرفية علي التقنيات القياسية للعلاج السلوكي المعرفي مثل إدارج إيجابيات وسلبيات المخطط، واختبار صلاحية وصحة المخطط، أو إجراء حوار بين «جانب المخطط» و «الجانب الصحي». الاستراتيجيات المرتكزة علي التجرية والعاطفة تتمدد علي العلاج الجشطالت والسيكودراما القياسية وتقنيات التصور (التخيل). استراتيجيات كسر النمط السلوكي تتمدد علي التقنيات القثاسية للعلاج السلوكي، مثل لعب دور التفاعل ومن ثم تعيين التفاعل كواجبات منزلية. وتعتبر العلاقة العلاجية واحدة من أكثر التقنيات المركزية في علاج المخطط، وتحديدا من خلال عملية تسمى إعادة التربية المحدودة.

### إعادة التربية المحدودة
تمثل عملية إعادة التربية المحدود القلب أو اللب في علاج المخطط. وقد تلقت دعما تجريبيا قويا من خلال نتائج اثنين من التجارب العشوائية المحكومة من علاج المخطط. وقد وجدت نتائج هذه الدراسات أن نسبة كبيرة من المرضى الذين يعانون من اضطراب الشخصية الحدية يمكنهم تحقيق الشفاء التام من المجموعة الكاملة من الأعراض. وكان معدل الانسحاب في هذه الدراسات منخفضا للغاية. وعزا المرضى في هذه الدراسات قدرا كبيرا من فعالية العلاج وانخفاض معدل الانسحاب إلى إعادة التربية المحدودة.

#### إشباع الاحتياجات وإنشاء ارتباط آمن
تتدفق إعادة التربية المحدود مباشرة من افتراض علاج المخطط بأن المخططات والصيغ تنشأ عندما لا يتم إشباع الاحتياجات الأساسية. هدف علاج المخطط هو إشباع هذه الاحتياجات من خلال مساعدة المريض في العثور على الخبرات والتجارب التي تم تفويتها في مرحلة الطفولة المبكرة والتي من شأنها أن تكون بمثابة ترياق لتجارب المدمرة التي أدت إلى تكوين المخططات والصيغ سيئة التأقلم. إعادة التربية المحدود، بالتوتزي مع الأبوة السليمة، تشمل إنشاء ارتباط آمن مع الطبيب المعالج، ضمن حدود العلاقة المهنية، وفعل ما في وسعه لتلبية هذه الاحتياجات. وقد دعمت الأبحاث التي تغطي مجموعة واسعة من التخصصات [بحاجة لمصدر] فكرة أن الارتباط الآمن هو السبب الرئيسي للرفاه والازدهار.

#### المجموعة الواسعة من إعادة التربية المحدودة
يمتد تركيز إعادة التربية المحدودة إلي مجموعة واسعة من الاحتياجات بما في ذلك الاتصال المبكر، والمتعة، والحدود الكافية، والاستقلالية. بالضبط كما تستغرق عملية التربية الأولية أشكال مختلفة على نطاق واسع، وإعادة التربية المحدود قد تنطوي على الدفء والحنان والحزم، والكشف الذاتي، والمواجهة، واللعب، ووضع حدود بين أمور أخرى. وتأخذ شكل الحنان والحزم من خلال ما يسمى بـ«المواجهة التعاطفية»، كما أنها تختلف أيضا تبعا للمرحلة العلاجية. ولهذا السبب، فإن العلاج المخطط لا يمكن أن يمثله موقف معين مثل الحياد والحزم أو الحنان. ولذا فمن الأفضل تمثيله بمجموعة واسعة من ردود وميول من جانب الطبيب المعالج ومرونته، وتنظيم هذه الردود حول الاحتياجات الأساسية للمريض.

#### إعادة التربية المحدودة واحتياجات الثقة
تتضمن عملية إعادة التربية المحدودة الترحيب وتشجع اعتماد المريض على الطبيب المعالج (الحد الأدنى من الاعتمادية لازم لإبقاء المريض في العلاج). واستجابات المعالج تجاه شعور المريض يتم استيعابها من قبل المريض وتدعم صيغة الراشد السليم في المريض. وتصبح هذه الصيغة «الراشد السليم» أساسا قويا لإقامة الاستقلالية. وفي هذه الطريقة تقوم إعادة التربية المحدودة على ثقة المريض في احتياج الاعتماد، والاعتقاد بأنه أكثر فعالية أن يتم إشباع هذا الاحتياج علي أن يحارب هذا الاحتياج.

#### الخطوات الرئيسية في إعادة التربية المحدودة
تشمل إعادة التربية المحدودة الوصول إلى صيغة الطفل الضعيف ووضع حدودو على أساليب المسايرة المصاحب لهذه الصيغة مثل التجنب والتعويض. وفي خضم ذلك، فإن المعالج يساعد على توفير وسائل بناءة لصيغة الطفل الغاضب. وبالإضافة إلى ذلك، فإنه غالبا ما يتطلب الأمر أن يساعد المعالج المريض في مواجهة صيغة الوالد المعاقب أو كثير المطالب. وعادة ما تتسهل هذه الخطوات من خلال استخدام التخيل الموجه، وهي تقنية تجريبية تسمح للمعالج بإنشاء المزيد من الاتصال المباشر مع مختلف الصيغ والمخططات.

### التخيل (التصور)
التخيل الموجه هي تقنية تجريبية غالبا ما تستخدم في وقت مبكر من علاج المخطط لفهم المخططات والصيغ بشكل أكثر وضوحا وعمقا. ويتم ذلك عن طريق:
1. انتزاع ذكريات الطفولة المزعجة في شكل صور للخبرات مع الأم والأب، أو غيرهم من الأشخاص المؤثرين في المريض؛
2. سؤال من المريض بإجراء حوار مع هؤلاء الأشخاص.
3. سؤال المريض عن ما هو بحاجة إليه من هؤلاء الأشخاص وفهم هذه الاحتياجات من خلال المخطط المقترن.
4. سؤال المريض بتحديد أي المواقف الحالية لها نفس المشاعر مماثلة للمشاعر في صورة الطفولة المبكرة، وبالتالي، توضيح الروابط بين الذكريات المبكرة والمثيرات الحالية للمخططات والصيغ.

يعتبر التخيل أيضا في كثير من الأحيان عنصرا هاما في مرحلة التغيير. وهذا ينطوي على عملية تسمى إعادة صياغة الخيال (Imagery rescripting) والتي يتم من خلالها مراجعة الذكريات المؤلمة بطرق تسمح للمريض بإشباع احتياجاته. في الحالات التي كان -ولايزال- الوالدين أو غيرهما غير قادر على تلبية احتياجات المريض، فهذا يضتمن بأن يقوم المعالج بالدخول في الخيال ممثلا مصدر انتقالي من الأبوة السليمة. وهذا يؤدي إلى خلق ارتباط آمن بين المريض والمعالج، والذي يقود إلي النمو والتكامل. [بحاجة لمصدر]
ويشمل التخيل خلال مرحلة التغيير أيضا تشجيع المريض على التعبير عن العواطف. وهذا يحدث داخل صورة أو لعب الأدوار خلال الجلسة وليس بالضرورة مع الآخرين المهمين (الذين أثرو في طفولة المريض). كما يستخدم التخيل أيضا لمساعدة المرضى في الحزن على الخسائر في حياتهم وبالتالي التغلب على الصدمة النفسية. وفي حالة الصدمة، فإن إعادة صياغة الخيال تنطوي على إعادة صياغة الذكريات العاطفية في اتجاه اشباع الاحتياجات مثل الشعور بالأمان.

### البطاقات الوامضة أو اللامعة
تحتوي البطاقات اللامعة على البيانات المكتوبة التي يتم قراءتها من قبل المريض في الفترات الفاصلة بين الجلسات. ويتم تطويرها من قبل الطبيب المعالج أو بالتعاون بين المعالج والمريض. وتشبه هذه البيانات تلك التي أدلى بها والد الطفل في سن معين وأن المريض يعاني حاليا صيغة الطفل الضعيف. وهي بمثابة رابط للمعالج، وعلى هذا النحو، فهي تمثل مكون انتقالي، وخاصة في المراحل المبكرة من العلاج والعمل على المشاكل المتأصلة في التعلق. الرسائل والآراء التي تم التعبير عنها في البطاقات سيتم استعابها تدريجيا وستساعد على تطوير صيغة الراشد السليم.
غالبا ما توضع البطاقات اللامعة لكل نوع من الحالة الصعبة ولكل مرحلة من مراحل العلاج. ويمكن أن تتخذ أشكالا متنوعة مثل الملاحظات أو الشعر، اعتمادا على الإبداع من المعالج ومستوى تطور صيغة الطفل الضعيف، وقد تكون هذه البطاقات مدروسة بعناية أو مجرد حركات (ايماءات) عفوية. وعادة ما يجد المرضى الذين يعانون من مشاكل مثل اضطراب الشخصية الحدية البطاقات اللامعة بأنها قوية بشكل خاص.[بحاجة لمصدر]

### عمل المنصب
يشمل عمل المنصب أن ينتقل المريض بين منصبين أو شخصين كحوار بين أجزاء مختلفة من نفسه مثل «جانب المخطط» و «الجانب الصحي» منه أو بين ضيغة المستقل الحامي وصيغة الراشد السليم. ويمكن أيضا أن يتم الحوار بين المريض وبين الأشخاص التي أثرت فيه (بتخيلهم) لأغراض مثل الوصول إلى نتيجة نهائية أو ممارسة التوكيدية والحزم. وفي كثير من الأحيان يتم مزج عمل التخيل مع عمل المنصب.

### يوميات المخطط
يوميات المخطط هو نموذج حيث يقوم المريض بملؤه في الفترات الفاصلة بين الجلسات، وتعتبر كدليل للمريض لتنظيم تجربته باعتبار ما تعلمه في العلاج.

## نتائج الدراسات علي علاج المخطط

### العلاج المخطط مقابل العلاج المرتكز علي المقابلة
قارن باحثون هولنديون العلاج مخطط (المعروف أيضا باسم العلاج المرتكز علي المخطط) بالعلاج المرتكز علي المقابلة في علاج اضطراب الشخصية الحدية. وتم تجنيد 86 مريضا من أربعة معاهد صحة نفسية في هولندا. وتلقي المرضى في الدراسة جلستين في الأسبوع من كلا النوعين لمدة ثلاث سنوات. بعد ثلاث سنوات تحقق الشفاء التام في 45٪ من المرضى في حالة العلاج المخطط، وفي 24٪ من أولئك الذين تلقو العلاج المرتكز علي المقابلة. وبعد عام آخر، ارتفعت النسبة إلي 52٪ في حالة العلاج المخطط و 29٪ في حالة العلاج المرتكز علي المقابلة، يجانب أن 70٪ من المرضى في مجموعة العلاج المخطط حققوا «تحسن كبير سريريا». وعلاوة على ذلك، كان معدل الانسحاب 27٪ فقط في العلاج المخطط ، مقارنة بـ 50٪ في العلاج المرتكز علي المقابلة.
بدأ المرضى يشعرون بتحسن وظيفي أفضل بكثير بعد السنة الأولى، مع تحسن بسرعة أكبر في مجموعة العلاج المخطط. وكان هناك تحسن مستمر في السنوات اللاحقة. وهكذا خلص المحققون أن كلا من العلاجين لها آثار إيجابية، لكن العلاج المخطط أكثر نجاحا.

### دراسات بايلوت للعلاج المخطط الجماعي لمصابون بالشخصية الحدية
اختر المحققون جوان فاريل، وإيدا شو ومايكل ويبر في جامعة إنديانا للطب مركز علاج وأبحاث اضطراب الشخصية الحدية فعالية إضافة ثمانية أشهر، لمدة 30 جلسة من العلاج الجماعي المخطط للعلاج المعتاد لاضطراب الشخصية الحدية مع 32 مريضا. وبلغت نسبة الانسحاب 0٪ لأولئك المرضى الذين تلقوا العلاج الجماعي المخطط بالإضافة إلى العلاج المعتاد ونسبة 25٪ بالنسبة لأولئك الذين حصلوا العلاج المعتاد وحده. وفي نهاية العلاج فإن 94٪ من المرضى الذين تلقوا العلاج الجماعي المخطط بالإضافة إلى العلاج المعتاد مقابل 16٪ من المرضى الذين تلقوا العلاج المعتاد وحده لم يعودوا مقابلين لمعايير تشخيص اضطراب الشخصية الحدية. وأدي علاج مجموعة العلاج المخطط لتخفيضات كبيرة في الأعراض وتحسين كبير وواسع في الأداء. آثار العلاج الإيجابية الكبيرة التي وجدت في دراسة العلاج المخطط الجماعي تشير إلى أن طريقة المجموعة قد تزيد أو تحفز المكونات النشطة لعلاج المرضى باضطراب الشخصية الحدي. واعتبارا من عام 2014، تعاونية تجربة عشوائية تجري حاليا في 14 موقعا في ست دول لاستكشاف هذا التفاعل بين الجماعات والعلاج المخطط.

### فعالية تكلفة العلاج المخطط
حتى في النسخة الأكثر كثافة من العلاج المخطط المذكورة في الدراسة الأولى وجد أنها فعالة من حيث التكلفة. وأشار تحليل اقتصادي أجراه واضعو الدراسة أن لكل مخطط العام كان المرضى العلاج في الدراسة، استفاد المجتمع الهولندي من ربح صاف من 4500 يورو لكل مريض (أي ما يعادل حوالي 5700 $ دولار أمريكي)، على الرغم من التكلفة العالية للعلاج.

## اقرأ أيضا

### كتب مهنية
- Arntz، Arnoud؛ Jacob، Gitta (2013). Schema therapy in practice: an introductory guide to the schema mode approach. Chichester, West Sussex; Malden, MA: وايلي (ناشر). ISBN:9781119962861. OCLC:795020405.
- Elliott، Charles H؛ Lassen، Maureen K (مارس 1997). "A schema polarity model for case conceptualization, intervention, and research". Clinical Psychology: Science and Practice. ج. 4 ع. 1: 12–28. DOI:10.1111/j.1468-2850.1997.tb00095.x.
- Farrell، Joan M؛ Shaw، Ida A؛ Arntz، Arnoud (2012). Group schema therapy for borderline personality disorder: a step-by-step treatment manual with patient workbook (ط. 2nd). Chichester, West Sussex; Malden, MA: Wiley-Blackwell. DOI:10.1002/9781119943167. ISBN:9781119958291. OCLC:769989905.
- Flanagan، Catherine M (مارس 2010). "The case for needs in psychotherapy". Journal of Psychotherapy Integration. ج. 20 ع. 1: 1–36. DOI:10.1037/a0018815.
- Flanagan، Catherine M (سبتمبر 2014). "Unmet needs and maladaptive modes: a new way to approach longer-term problems". Journal of Psychotherapy Integration. ج. 24 ع. 3: 208–222. DOI:10.1037/a0037513.
- Lobbestael، Jill؛ Arntz، Arnoud؛ Sieswerda، Simkje (سبتمبر 2005). "Schema modes and childhood abuse in borderline and antisocial personality disorders". Journal of Behavior Therapy and Experimental Psychiatry. ج. 36 ع. 3: 240–253. DOI:10.1016/j.jbtep.2005.05.006. PMID:15953584.
- Rafaeli، Eshkol؛ Bernstein، David P؛ Young، Jeffrey E (2011). Schema therapy: distinctive features. The CBT distinctive features series. Hove, East Sussex; New York: روتليدج. ISBN:9780415462990. OCLC:424554654.
- Riso، Lawrence P؛ du Toit، Pieter L؛ Stein، Dan J؛ Young، Jeffrey E، المحررون (2007). Cognitive schemas and core beliefs in psychological problems: a scientist-practitioner guide. Washington, DC: جمعية علم النفس الأمريكية. ISBN:9781591477822. OCLC:74492109.
- Simeone-DiFrancesco، Chiara؛ Roediger، Eckhard؛ Stevens، Bruce A. (2015). Schema therapy with couples: a practitioner's guide to healing relationships. Chichester, UK; Malden, MA: Wiley-Blackwell. DOI:10.1002/9781118972700. ISBN:9781118972649. OCLC:904801132.
- van Vreeswijk، Michiel؛ Broersen، Jenny؛ Schurink، Ger (2014). Mindfulness and schema therapy: a practical guide. Chichester, West Sussex; Malden, MA: Wiley-Blackwell. DOI:10.1002/9781118753125. ISBN:9781118753170. OCLC:871037443.

### كتب مساعدة ذاتية
- Jacob، Gitta؛ Genderen، Hannie van؛ Seebauer، Laura (2015). Breaking negative thinking patterns: a schema therapy self-help and support book. Chichester, UK; Malden, MA: وايلي (ناشر). DOI:10.1002/9781118881644. ISBN:9781118877722. OCLC:898029224.
- Young، Jeffrey E؛ Klosko، Janet S (1993). Reinventing your life: the breakthrough program to end negative behavior... and feel great again. New York: Plume. ISBN:9780452272040. OCLC:29563850.

## وصلات خارجية
- International Society of Schema Therapy
- Schema Therapy Institute of New York City
- Schema Therapy Institute Midwest